# Mimomorpha flavopunctata
Mimomorpha flavopunctata là một loài bọ cánh cứng trong họ Cerambycidae.